# WTA Premier Mandatory en 2020
Esta es la duodécima edición de la aparición de los Torneos WTA Premier Mandatory, los cuales son los considerados torneos Masters 1000 Femeninos debido a que igual que los ya mencionados Masters 1000 reparten un total de 1000 puntos para la Campeona, los cuales se iniciaron a disputar y distribuir a partir del 2009.

## Torneos
| Evento                       | País           | Ubicación    | Sede actual                                  | Disputado desde | Superficie        |
| ---------------------------- | -------------- | ------------ | -------------------------------------------- | --------------- | ----------------- |
| BNP Paribas Open             | Estados Unidos | Indian Wells | Indian Wells Tennis Garden                   | 1987            | Dura              |
| Miami Open presented by Itaú | Estados Unidos | Miami        | Hard Rock Stadium                            | 1987            | Dura              |
| Mutua Madrid Open            | España         | Madrid       | Caja Mágica                                  | 2002            | Polvo de ladrillo |
| China Open                   | China          | Pekín        | Centro de Tenis del Parque Olímpico de Pekín | 2004            | Dura              |

## Resultados
| Torneo       | Campeona en individuales                   | Finalista                                  | Marcador                                   | Campeonas en dobles                        | Finalistas                                 | Marcador                                   |
| ------------ | ------------------------------------------ | ------------------------------------------ | ------------------------------------------ | ------------------------------------------ | ------------------------------------------ | ------------------------------------------ |
| Indian Wells | Cancelado debido a pandemia de coronavirus | Cancelado debido a pandemia de coronavirus | Cancelado debido a pandemia de coronavirus | Cancelado debido a pandemia de coronavirus | Cancelado debido a pandemia de coronavirus | Cancelado debido a pandemia de coronavirus |
| Miami        | Cancelado debido a pandemia de coronavirus | Cancelado debido a pandemia de coronavirus | Cancelado debido a pandemia de coronavirus | Cancelado debido a pandemia de coronavirus | Cancelado debido a pandemia de coronavirus | Cancelado debido a pandemia de coronavirus |
| Madrid       | Cancelado debido a pandemia de coronavirus | Cancelado debido a pandemia de coronavirus | Cancelado debido a pandemia de coronavirus | Cancelado debido a pandemia de coronavirus | Cancelado debido a pandemia de coronavirus | Cancelado debido a pandemia de coronavirus |
| Pekín        | Cancelado debido a pandemia de coronavirus | Cancelado debido a pandemia de coronavirus | Cancelado debido a pandemia de coronavirus | Cancelado debido a pandemia de coronavirus | Cancelado debido a pandemia de coronavirus | Cancelado debido a pandemia de coronavirus |